# Louis de Luxembourg
Louis de Luxembourg (ur. krótko przed 9 lipca 1391, zm. 18 września 1443 w Hartfield) – francuski kardynał, arcybiskup i polityk.

## Życiorys
Był synem hrabiego Brienne, Jeana de Luxembourg, z bocznej linii dynastii Luksemburgów. Przeznaczony do stanu duchownego, 31 maja 1414 został dziekanem kapituły w Beauvais, a kilka miesięcy został kandydatem na biskupa Thérouanne. Antypapież Jan XXIII, który był wówczas uznawany za prawowitego papieża we Francji i Flandrii, nie zatwierdził jego elekcji, lecz mianował na biskupa Thérouanne dotychczasowego biskupa Lozanny Guillaume'a de Challant. Decyzja Jana XXIII została jednak anulowana i 24 listopada 1418 papież Marcin V zatwierdził w końcu Louisa jako biskupa. Wkrótce potem otrzymał sakrę biskupią z rąk Regnauda de Chartres, arcybiskupa Reims.
Louis de Luxembourg stanął po stronie angielskiego króla Henryka V Lancastera, gdy ten najechał Francję i zgłosił roszczenia do francuskiego tronu (1415). Po śmierci Henryka V (zm. 1422) wstąpił na służbę jego syna Henryka VI i w latach 1425-1435 pełnił funkcję jego kanclerza dla królestwa Francji. Uczestniczył w uroczystości koronacji Henryka VI jako króla Francji 17 grudnia 1431 w katedrze Notre-Dame w Paryżu. W 1435/36 był gubernatorem Paryża. Wiosną 1436 wybuchła rewolta paryżan przeciwko Anglikom i w rezultacie miasto zostało zajęte przez króla Francji Karola VII. Anglicy oraz ich francuscy stronnicy (w tym Louis) musieli schronić się w Bastylii, skąd zostali wypuszczeni za cenę wielkiego okupu.
Louis de Luxembourg udał się z Paryża do Rouen i 24 października 1436 został promowany na arcybiskupa tego miasta. Mimo to, w styczniu 1437 wyjechał do Anglii i nigdy już nie powrócił na stałe na kontynent, choć nominalnie do końca życia pozostał arcybiskupem Rouen. Król Henryk VI, chcąc wynagrodzić mu utratę dochodów z archidiecezji oraz innych beneficjów we Francji i Flandrii, doprowadził do mianowania go administratorem diecezji Ely (27 września 1437).
18 grudnia 1439 papież Eugeniusz IV mianował go kardynałem, wraz z 16 innymi duchownymi. Nominacja ta miała zapewnić wsparcie Anglii dla Eugeniusza IV  w jego sporze z Soborem Bazylejskim. 8 stycznia 1440 Louis otrzymał kościół tytularny Ss. IV Coronati. Nie przybył jednak nigdy do kurii papieskiej, lecz pozostał na służbie króla angielskiego. W grudniu 1442 był wysłannikiem króla Henryka VI, aby negocjować porozumienie pokojowe z królem Francji Karolem VII. Zmarł 18 września 1443 na zamku w Hartfield w wieku 52 lat.
Według siedemnastowiecznego historyka Ferdinando Ughelliego (zm. 1670) Louis de Luxembourg miał zostać promowany w 1442 do rangi kardynała biskupa Tusculum. Informacja ta, za pośrednictwem jego bardzo wpływowego dzieła Italia Sacra sive de Episcopis Italiae z 1644, była wielokrotnie powielana także we współczesnych katalogach kardynałów oraz biskupów Tusculum. Jednak już w XVII wieku historycy Felice Contelori i Agostino Oldoini odrzucili to podanie wskazując, że w dokumentach kurii papieskiej nie ma śladu takiej promocji. W swoim prywatnym dokumencie z 23 lipca 1443, zaledwie dwa miesiące przed śmiercią, Louis de Luxembourg wprost tytułował się jako kardynał prezbiter Ss. IV Coronati. Również w bulli prowizyjnej papieża Eugeniusza IV z 20 grudnia 1443 dla nowego biskupa Ely Thomasa Bourchiera zmarły kardynał tytułowany jest jako prezbiter Ss. IV Coronati, a nie jako kardynał biskup Tusculum.